# Secret Discovery
Secret Discovery ist eine Rockband aus Bochum, deren Stil sich anfangs stark an Bands wie Fields of the Nephilim, The Sisters of Mercy oder The Mission orientierte, im Gegensatz zu diesen Bands allerdings schon früh Metal- und Hard-Rock-Elemente kompositorisch verarbeitete. Mit der Zeit entwickelte sich ein eigener Sound, der sich als deutschsprachiger Dark Rock bezeichnen lässt.

## Geschichte
Die Band wurde 1989 von den Brüdern Kai (Gesang) und Falk Hoffmann (Gitarre), Michael Gusky (Gitarre) und Mattes Glathe (Bass) gegründet. Die erste LP Way to Salvation wurde 1989 in Eigenregie gepresst und vertrieben. Roland Wolf stieß 1990 als erster Schlagzeuger zur Band. Vor der ersten offiziellen Plattenveröffentlichung wurde er durch Thom Thüs ersetzt. 1992 bis 1994 erschienen auf diversen Independent-Labeln drei Alben der Band, außerdem wurden auf mehreren Kompilationen der Schwarzen Szene Lieder veröffentlicht. Live spielten sie in dieser Zeit unter anderem mit Cassandra Complex und Philip Boa. 1994 wechselte Secret Discovery Gitarrist Gusky aus, für ihn stieg Dirk Schulz ein. Dieser blieb bis 1995 und wurde durch Jürgen Scholz ersetzt. Mit Lars Graebe wurde ein neuer Schlagzeuger angeheuert.
Gun Records nahm Secret Discovery 1995 unter Vertrag und ließ sie das Album Questions of Time aufnehmen, das 1996 veröffentlicht wurde. Die Band schaffte es nun, fünfstellige Verkaufszahlen zu erreichen und der Bekanntheitsgrad in der Gothic-Metal-Szene stieg. Es folgten Auftritte auf den Out of the Dark-Festivals mit Moonspell, Crematory und The Gathering. 1996 ging die Band dann als Support für Rammstein auf Tour. Philharmonic Diseases (1996) wurde mit einem Kammerorchester aufgenommen. 1997 beteiligte sich Secret Discovery an einer Tour mit Rage.
Slave erschien 1997 und bediente sich wieder eines härteren Musikstils. Mit Slave to the Rhythm ist eine Coverversion des Grace-Jones-Klassikers auf dem Album vertreten. Mit Dirk Riegner stieß ein Keyboarder zur Band. Jürgen Scholz stieg aus, die Band machte mit einem Gitarristen weiter. Mit My Dying Bride, Sentenced und Dark wurden gegen Ende des Jahres wieder die Out of the Dark-Festivals absolviert. 1999 erschien das letzte Album vor der Auflösung der Band: The Final Chapter. Es erschien als eine Art Best-of-Album mit rarem Material und neuen Songs. Nach einer erfolgreichen Abschlusstournee trennte sich die Band; es folgt noch ein Livealbum.
2002 fanden sich Secret Discovery wieder zusammen und verstärkten sich mit Ramses Razmjoo als zusätzlichen Gitarristen. Martin Hirsch wurde neuer Bassist der Band. Pray, das Reunion-Album, erschien 2004. Mehrere Einzelgigs mit Oomph!, Tiamat und Nightwish folgen. Das bis dato letzte Album Alternate erschien 2006. Die darauffolgende Tour wurde mit Unheilig absolviert. 2012 verließ Lars Graebe die Band und Carsten Witte stieß als Drummer hinzu. Außerdem kam das Gründungsmitglied Michael Gusky (Gucky) zurück in die Band und ersetzt Ramses an der Gitarre. Die Band spielte eine Festivalshow beim Leipziger Wave Gotik Treffen sowie beim Blackfield Open Air in Gelsenkirchen und ein Clubkonzert im Bochumer KULT Club.
2013 arbeitete die Band an neuem Songmaterial. Sänger Kai Hoffmann arbeitet parallel zum Songwriting an einem Projekt unter dem Titel SECRET 2, für das er Songs der Band auf elektronische, orchestrale Form umarrangierte. Elementarer Bestandteil von SECRET 2 ist die visuelle Komponente in Form von stimmungsvollen Videoprojektionen. Dabei wurde er von Torsten Sickert (Zeche Bochum) unterstützt, mit dessen Hilfe es am 27. Dezember desselben Jahres zur Uraufführung dieses Projektes in die Zeche Bochum kam.
Im Mai 2014 veröffentlichte die Band den Song Auf Wiedersehen (In Richtung Sieg) zur Fußball-WM als Download. Inspiriert zu dieser Idee hatte der ehemalige Fußballprofi Holger Aden, der als langjähriger Freund des Sängers Kai Hoffmann hier ein Gastspiel am Bass gab. Ebenfalls veröffentlicht die Band ein dazugehöriges Video bei YouTube.
2020–2023 Falk und Kai Hoffmann arbeiten intensiv an Songs für das Album „Truth, Faith, Love“, welches am 17. März 2023 erscheinen soll. Sie schreiben insgesamt 13 Songs, von denen 9 auf das reguläre Album (Vinyl & CD) kommen sollen. 3 weitere neue Songs kommen als Bonustracks auf die Special Edition, welche als Digipak ebenfalls am 17. März 2023 erscheinen wird. Auf die Special Edition kommen außerdem 2 Remixe des Songs „Dein Reich“, einer von Dirk Riegner (Keyboarder und Songwriter bei Secret Discovery sowie Keyboarder bei Peter Heppner) und einer von Carsten „Cazy“ Schmidt und Franco Zappala sowie eine überarbeitete Version des „Alice2“-Songs „In My Life“, bei dem der Bochumer Rock-Gitarrist Axel Rudi Pell mit einem langen Gitarrensolo am Ende des Songs gefeatured wird! Der Albumtrack „Nimm Mich Mit“ erscheint als erste Singleauskopplung am 20. Januar 2023. Bei diesem Titel wird der Gesang unterstützt durch den Sänger und Shouter der Goth-Metal Band Crematory: Felix Stass.
Auch in der Besetzung tut sich im Jahr 2022 etwas: Der Schlagzeuger Jens Meier stößt zur Band und für die Backing - Vocals wird Tom Seger engagiert.

## Diskografie

### Alben, EPs und Singles
- 1989: Way to Salvation (LP – 500 Pressungen)
- 1992: Dark Line (CD)
- 1993: Into the Void (CD)
- 1994: Wasted Dreams (CD)
- 1994: Cage of Desire (EP)
- 1996: A Question of Time (CD)
- 1996: Philharmonic Diseases (CD)
- 1996: Hello Goodbye (MCD)
- 1997: Slave (CD)
- 1997: Slave to the Rhythm (MCD)
- 1998: Follow Me (MCD)
- 1999: You Spin Me Round (MCD)
- 1999: The Final Chapter (CD)
- 1999: Live (Zeche Bochum, 2. Mai 1999) (CD)
- 2004: Pray (CD)
- 2004: Down (MCD)
- 2006: Alternate (CD)
- 2014: Auf Wiedersehen (In Richtung Sieg) (Single/Download & als Ltd. Ed. CD)
- 2023: Truth, Faith, Love (CD, stream)

### Videos
- 1996: Live Clips 1995–1996 (VHS-Video)
- 2013: Hurt (Nine Inch Nails/Johnny-Cash-Coverversion)
- 2014: Auf Wiedersehen (in Richtung Sieg) – Song zur FIFA Fußball WM 2014
- 2015: Dein Reich – Je suis Paris! (Paris Attacks)